# بوتشي إيفا: إيفانجيليون@سكول
بوتشي إيفا: إيفانجيليون@سكول (ぷちえゔぁ〜EVANGELION@SCHOOL Puchi Eva ~Evangerion Atto Sukūru~) هي سلسلة باروديا من نيون جينيسيس إيفانجيليون. نشرت أول مرة في مجلة شونن إيس. تم إنتاج أنمي أونا ثلاثي الأبعاد في 2007، ولا توجد أية محادثات في المسلسل. نشرت مانغا أخرى بعنوان بوتشي إيفا بوكورا تانكين دوكوكاي (ぷちえゔぁ ぼくら探検同好会 Puchi Eva Bokura Tanken Dōkōkai، حرفياً بوتشي إيفا نادي المستكشفين) من قبل كادوكاوا شوتين في مجلة كيروكيرو إيس.

## القصة
السلسلة هي عبارة عن باروديا لـنيون جينيسيس إيفانجيليون، حيث جميع الشخصيات موجودة في مدرسة متوسطة في طوكيو-3؛ مشابهة للمانغا نيون جينيسيس إيفانجيليون: صديقة الفولاذ 2. تتميز السلسلة بـ«الأخوات ريه» الثلاث: واحدة منهن طفلة أصغر من البقية مقتبسة من ريه I، الثانية مقتبسة من ريه II (ريه التي تظهر في معظم المسلسل الأصلي)، والثالثة مقتبسة من مفرطة النشاط والخرقاء «ريه البديلة» من حلم الحقيقة-البديلة من الحلقة الأخيرة للمسلسل الأصلي. أيضاً، إيفانجيليون الوحدة-01 نفسها هي من بين الطلاب، ولكنها هذه المرة كروبوت بحجم الإنسان.

## الوسائل

### المانغا
رسمت المانغا بواسطة ريوسكي هاماموتو ونشرت من قبل كادوكاوا شوتين في مجلة شونن إيس. بدأت السلسلة في 26 مايو 2007 وانتهت في 26 سبتمبر 2009. نشرت السلسلة أيضاً في كل من نيوتايب، دينغيكي هوبي ماغازين، وفيغيور أوه.

### أونا
تم إخراج المسلسل في البداية على يد شونيتشيرو ميكي، وأنتج بواسطة كانابان غرافيكس. لكن منذ الحلقة العاشرة، قام بإخراج المسلسل هيرواكي ساكوراي وأنتج من قبل زيبيك.
| م. | العنوان                                                                | الإصدار الأصلي |
| --- | ---------------------------------------------------------------------- | -------------- |
| 1 | «الذهاب إلى المدرسة» (Gakkō ni Iku ‎ (学校に行く)                       | 20 مارس 2007   |
| شينجي جالس لتناول الغداء في المدرسة، لكن إيفا-01 جلس بجانبه وبدأ بأكل "غداء" مكون من البطاريات. لاحظ إيفا-01 غداء شينجي، وقدم شينجي للإيفا قطعة. إيفا-01 أحب الطعام لكن، بالمقابل، أصر على أن يأكل شينجي واحدة من البطاريات من غدائه. وليكون مؤدباً، ابتلع شينجي البطارية، لكن هذا يشجع إيفا-01 على تبديل صندوقي غدائهما بالكامل، وليبقى على أدبه، ابتلع شينجي بقية البطاريات. ظهر شينجي بعد حين مغادراً دورة المياه مع تعابير ألم حاد. |                                                                        |                |
| 2 | «وقت التنظيف» (Osōji no Jikan ‎ (お掃除の時間)                          | 28 مارس 2007   |
| شينجي، إيفا-01، أسكا، وريه 2 يكنسون ويمسحون الفصل. متى ما يغادر المدير الفصل، يبدأ الأولاد باللعب: أسكا ترمي منشفتها المبللة على شينجي الذي بدوره يعيدها إليها بواسطة مكنسته، بينما يشجعهما إيفا-01 (ريه 2 تواصل العمل بصمت). كل مرة يدخل غيندو الفصل، يتوقفون فوراً ويعودون للتنظيف بهدوء. مرتاباً، يواصل غيندو فتح باب الفصل مراراً وتكراراً بتواتر متزايد، كل مرة يلعب الأولاد عندما يغلق الباب وينظفون عندما يفتح. في النهاية، فتح غيندو الباب بسرعة حتى أن الأولاد بدلوا ما يقومون به خطأً؛ يلعبون عندما يفتح غيندو الباب وينظفون عندما يغلقه. بدون قول أي شيء، يغادر غيندو مع الباب مغلقاً، والأولاد عن غير قصد ينظفون رغم أن لا أحد يراقبهم. في نسخة أخرى من الحلقة، يظهر أن المدير غيندو يحاول بجد تقديم الزهور إلى ريه 2 (بالرغم من زواجه مع يوي إيكاري)، لكنه يجبن كل مرة يحاول إعطاءها الأزهار. |                                                                        |                |
| 3 | «الصداقة» (Yūjō ‎ (友情)                                                | 20 مارس 2008   |
| ريه 2 تستيقظ وتستعد للذهاب للمدرسة، مستعملة آلة تشبه محمصة الوافل لتلبس نفسها تلقائياً. لسوء الحظ، تسلك طريقاً خاطئاً نحو المدرسة وينتهي بها الطريق بالقرب من غابة. في الوقت ذاته، شينجي في طريقه نحو المدرسة، لكن طائراً ضخماً يحط على عمود كهرباء شينجي واقف تحته، ويتبرز على شينجي، مما دفن شينجي في كومة من البراز أطول منه. بعد ذلك، ركضت ريه 2 مثل الرياح لتصل إلى المدرسة في الوقت، مارة بجانب شينجي بسرعة كبيرة لدرجة أن الهواء أزال كل البراز من عليه وجعله نظيفاً من جديد. ريه 2 وصلت بعد ذلك إلى المدرسة، التي خرجت من الأرض (مثل طوكيو-3) بضغطة زر عند البوابة. |                                                                        |                |
| 4 | «عثرت عليها» (Hirotta ‎ (拾った)                                        |                |
| بينما قطار يعبر خلال طوكيو-3، ساكييل ظهر في المدينة ومشى في أنحائها، مسبباً الكثير من الخراب. صدفة، أصاب وسخ أنف إيفا-01 المرمي ساكييل في وجهه؛ غاضباً، اتجه الملاك نحو المدرسة وواجه إيفا-01. بالرغم من مرور إيفا-01 بخسارة وجيزة بسبب نفاد بطاريته، استطاع شينجي وأسكا إعادة شحن صديقهم وتضخيمه. مهزوماً، حاول ساكييل الهرب، ولكن إيفا-01 أمسك به، عصره بشكل كرة، ورماه بعيداً. في مكان آخر، مشت ريه 1 بجانب النهر عندما سقط ساكييل أمامها، بطريقة ما تحول إلى دمية محشوة، صغيرة، وبلا حياة. بعد إزالة الأوساخ من على رأسه، أخت ريه 1 ساكييل لمنزلها وعلقته على حبل الغسيل ليجف. |                                                                        |                |
| 5 | «وقت الشباب» (Seishun no Jikan ‎ (青春の時間)                           |                |
| في طريقه إلى المدرسة، سقط شينجي في حفرة عميقة، تقود إلى مغارة تحت الأرض حيث إيفا-01 يتدرب على حركات قتالية. خجلاً، بدأ إيفا-01 بمطاردة شينجي: كلاهما يحفر أنفاقاً بسرعة فائقة أثناء المطاردة داخل الأرض (ربما إشارة إلى مسلسل غايناكس الآخر، غورين لاغان). بدآ بعد ذلك بإخراج رأسيهما فوق السطح مثل الأرانب، بينما شينجي يحاول تجنب إيفا-01. في النهاية، خرج رأس شينجي من الأرض، مباشرة تحت أسكا، مما جعله يحصل على منظر كامل تحت تنورتها. مصدومة، قفزت أسكا بعيداً، فقط لتهبط مباشرة فوق حفرة إيفا-01، معطية إيفا-01 عن غير قصد نظرة تحت تنورتها. غاضبة، رفست أسكا كلاً منهما خلال ساحة المدرسة. الاثنان مصابان، لكن بدلاً من متابعة مطاردة شينجي، أعطى إيفا-01 تحية "ممتاز" (لحصوله على نظرة على سروال أسكا)، وشينجي بدوره أعاد التحية عليه. |                                                                        |                |
| 6 | «وقت الرياضة» (Taisō no Jikan ‎ (体操の時間)                            |                |
| في المقطع الأول، المعلمة ميساتو ترمي الطباشير على شينجي لنومه في الحصة. في المقطع الثاني، سلمت ريه 2 لشينجي ورقة في الفصل. اعتقد شينجي بأنها رسالة حب، لكن بدل ذلك، كانت ملاحظة تقول بأن المدير إيكاري يريد رؤيته بعد نهاية الدوام. في المقطع الثالث، شينجي وإيفا-01 يتنافسان لإركاب ريه 2 على دراجة هوائية، ثم تمشي أسكا فوقهم جميعاً بدراجتها. |                                                                        |                |
| 7 | «من هذا؟» (Dare da? ‎ (誰だ?)                                           | 11 يوليو 2008  |
| شينجي، أسكا، وريه 2 يمشون في طوكيو-3 ليذهبوا إلى المدرسة، وهم في الطريق ينضم إليهم إيفا-01. غريب غامض يرتدي زي شبح (ملاية مع ثقبين للعينين) يتبع الأولاد. عندما وصلوا للمدرسة، حاول الغريب إخافتهم بالظهور أمامهم فجأة والتلويح بذراعيه مثل شبح، ولكن الأولاد تجاهلوه. في الوقت ذاته، ريه 1 الصغيرة سعيدة لامتلاكها 1000 ين وذاهبة للمخبر لشراء كعكة. للأسف، عندما وصلت إلى هناك، أخبرها الخباز بأن ثمن الكعكة يساوي 1050 ين في الواقع. ريه 1 حزنت وبدأت بالبكاء، لكن الغريب الغامض المرتدي زي الشبح دخل المخبز. "الشبح" وضع قطعة نقود بقيمة 50 ين على الطاولة، ثم غادر بسرعة. ريه 1 غادرت المخبز سعيدة بكعكتها، ثم لاحظت الغريب بزي الشبح وتبعته. حاول إخبارها بأن تبتعد عنه وترحل، لكن ريه 1 وقفت على ملايته بينما هو يمشي. هذا جعل الملاية تسقط، واتضح أن "الشبح" في الحقيقة هو كاورو. |                                                                        |                |
| 8 | «رومانسية؟» (Romansu kaa ‎ (ロマンスかぁ)                               |                |
| 9 | «وقت كتابة الرسائل» (Otegami no Jikan ‎ (お手紙の時間)                  |                |
| 10 | «وقت الرياضة -الانتهاء-» (Taisō no jikan -Hokan- ‎ (体操の時間―補完―)   |                |
| مشابهة للحلقة 6، مبرزة شينجي وإيفا-01 يحاولان إركاب أسكا على دراجتيهما الهوائيتين. رفضت أسكا الاثنين، مما دفعهما لتقديم ذلك لريه 2، التي تمشي خلف أسكا بمسافة. بعد تركها وحيدة، جلست أسكا قرب النهر وبدأت تلعب بحاسوبها المحمول، عندما أصيبت في وجهها بحاسوب ريه 2 المحمول بينما هي، شينجي وإيفا-01 كانوا مارين بجانبها. غاضبة، ركبت أسكا دراجتها الهوائية واصطدمت بإيفا-01، مسقطة الثلاثة معاً. ليست مرتاحة بعد، استدارت أسكا ومشت فوق زملائها، معطية ابتهاج النصر. |                                                                        |                |
| 11 | «ثلاث أخوات» (Sanshimai ‎ (三姉妹)                                      |                |
| شينجي، ريه 2، أسكا، وإيفا-01 غادروا المدرسة بعد نهاية الدوام. إيفا-01 تذكر أنه نسي شيئاً في المدرسة وذهب. بعدها شرح شينجي في استرجاع بينما هو في المدرسة، قابل شخصاً يرتدي زي شبح للجسم كله مع سحّاب في الخلف، وطلب منه إغلاق السحّاب. لكنه فتحه بدل ذلك، كاشفاً بأن من داخل الزي كان ميساتو. في الوقت ذاته، واصلت ريه 2 طريقها للمنزل، لكن في طريقها خلال الغابة قابلت شخصاً مغطى بالوحل، ثم انهار. حملت ريه 2 الولد إلى منزلها وأزالت الوحل في الحمام، كاشفة أن ذاك الشخص كان نسخة ريه أخرى. وضعت ريه 2 ريه 3 الجديدة في آلة الملابس الشبيهة بمحمصة الوافل، ثم خرجت ريه 3 مرتدية الزي الصوفي الأصفر الذي ارتدته ريه في العالم البديل من الحلقة 26 من المسلسل الأصلي. ريه الثلاث (اتضح أن ريه 1 تعيش أيضاً مع 2) أكلن الفطور معاً بعد ذلك. |                                                                        |                |
| 12 | «مهشم» (Bokoboko ‎ (ボコボコ)                                           |                |
| 13 | «وقت القيلولة» (Inemuri no Jikan ‎ (いねむりの時間)                     |                |
| 14 | «وقت التنظيف -الانتهاء-» (Osōji no jikan -Hokan- ‎ (お掃除の時間―補完―) |                |
| 15 | «إيكاري» (Ikari ‎ (いかり)                                              |                |
| في المدرسة، شينجي، ريه 2، وأسكا يراقبون إيفا-01 وهو يوازن ثلاثة أطباق دوارة على عصي (واحدة على كل يد والثالثة على إحدى قدميه) مع كرة شاطئ على أنفه. قدم إيفا-01 طلباً لشينجي ليجرب ذلك أيضاً. شينجي متردد لأن الأمر صعب، لكن إيفا-01 ألح عليه. بالكاد استطاع شينجي إبقاء الأطباق الدوارة الثلاثة من السقوط، لكن عندما أضاف إيفا-01 كرة الشاطئ على رأسه، لم يستطع السيطرة عليها وطارت من عليه. هبطت كرة الشاطئ فوق رأس المدير غيندو. هرب بقية الأولاد خائفين، بينما بقي شينجي متجمداً. نظر غيندو إليه، لكنه غادر بدون توبيخه، لراحة بال شينجي. في مكان آخر، لوحت ريه 3 للشخص المرتدي ملاءة "الشبح" (كاورو في الخفاء) بينما هو خارج من متجر في البلدة. في وقت لاحق بعد الظهر، عاد شينجي للمنزل ليجد أمه يوي تعد العشاء (كما في العالم البديل، شينجي، يوي، وغيندو يعيشون معاً، لكن غيندو مدير المدرسة ولايزال غير متأقلم مع شينجي). ذهب غيندو ليستحم بينما أخبر شينجي يوي عند حادث كرة الشاطئ في المدرسة اليوم. حينها دخل غيندو وأخبره بأن يذهب للسرير، الأمر الذي وافقت عليه يوي. جلس غيندو بعد ذلك على طاولته في الظلام في غرفة شينجي وتذكر عندما كان شينجي طفلاً صغيراً وأخذ هو ويوي شينجي في نزهة في حقل مليء بالأزهار. طلب شينجي الصغير من غيندو أونيغيري من سلة النزهة، وأعطاه غيندو واحدة. |                                                                        |                |
| 16 | «لعبة جديدة» (Shin Omocha ‎ (新おもちゃ)                                |                |
| 17 | «وقت استراحة الغداء» (Ohiruyasumi no Jikan ‎ (お昼休みの時間)           |                |
| 18 | «وقت الشباب -الانتهاء-» (Seishun no Jikan -Hokan- ‎ (青春の時間―補完―)  |                |
| 19 | «صديق» (Tomodachi ‎ (ともだち)                                          |                |
| 20 | «أنت متأخر!» (Osoi! ‎ (おそい！)                                        |                |
| 21 | «متجر الشاي» (Chamise ‎ (ちゃみせ)                                      |                |
| 22 | «مواجهة حاسمة» (Taiketsu ‎ (対決)                                       |                |
| 23 | «أصبت بالزكام» (Kaze Hiitaا ‎ (風邪引いた)                              |                |
| 24 | «طيران» (Tondeku ‎ (飛んでく)                                           |                |
| في المدرسة، تفقدت ميساتو الحضور واكتشفت بأنه إيفا-01 مفقود، مع ترك الأخير الحصص ليصطاد السمك مع زيرويل. بينما إيفا-01 مرتاح على ضفة النهر، اصطاد زيرويل كرة زرقاء، كبيرة، ومضيئة التي قامت بامتصاص الملاك. لاحق إيفا-01 الكرة بينما هي تطير باتجاه المدرسة، حيث ابتلعب تلاميذ عدة. عندما حاولت ميساتو لكم الكرة، التصقت بها بينما الكرة عائدة نحو الفناء. محاولة شينجي لإمساك ساق معلمته فشلت بقوة، لكن توجي استطاع تحرير ميساتو برمي نفسه داخل الكرة. سقط شينجي من النافذة وهو ممسك بميساتو، وقام إيفا-01 بدوره بالتقاطهما. بينما أسكا، وريه 2، كنسكي وهيكاري يركضون للخارج للاجتماع مع شينجي وميساتو، هاجم إيفا-01 الكرة، فقط لتبتلعه داخلها. جمعت ميساتو بقية الطلاب ضد المعتدي الغريب، لكن الكرة ابتلعتهم أيضاً. بعد ابتلاع غيندو وفويوتسكي، انتفخت الكرة لحجم ضخم. لفتت إيفا الإنتاج المتسلسل هذا الحدث لانتباه كاورو، الواقف على سطح في المدينة أسفل التل. - بالمقابل، ضغط كاورو زراً على جهاز تحكم قام بإرسال برج المدرسة الرئيسي صاروخياً نحو الكرة. بعد انفجار هائل، تحرر جميع من حُبسوا داخل الكرة، وتقلصت الكرة نفسها إلى أجزاء ملونة تشبه الحلويات. نظر شينجي حوله باستغراب، فقط ليقفز مذهولاً عندما هبط برج المدرسة عائداً إلى موقعه الأصلي.                                      |                                                                        |                |

## وصلات خارجية
- بوتشي إيفا: إيفانجيليون@سكول على موقع ANN anime (الإنجليزية)
- بوتشي إيفا: إيفانجيليون@سكول على موقع ANN manga (الإنجليزية)

- صفحة بوتشي إيفا
- أخبار تعلن إصدار سلسلة الأونا
- كشف تفاصيل المسلسل
- السلسلة تحصل على لعبة دي إس في اليابان